# Cannonball (Lea Michele)
Cannonball è il singolo di debutto di Lea Michele, tratto dall'album d'esordio Louder. È stato pubblicato il 10 dicembre 2013 dalla Columbia Records.

## Composizione e produzione
Cannonball è stata scritta dall'artista australiana Sia, da Tor Erik Hermansen, Mikkel Storleer Eriksen e Benjamin Levin, ed è stata prodotta dal duo Stargate e da Benny Blanco.
È una canzone pop con influenze R&B e soul. Lea Michele ha affermato, a MTV, che si tratta di un brano che l'ha aiutata a superare la morte del fidanzato Cory Monteith, avvenuta il 13 luglio 2013 a Vancouver.

## Accoglienza
La canzone ha ricevuto recensioni generalmente positive da parte dei critici musicali, molti dei quali hanno elogiato la profondità del brano. Ron Blistein, di Rolling Stones, ha descritto l'opera come istantaneamente memorabile, mentre Digital Spy ha assegnato alla canzone tre stelle e mezzo su cinque, affermando che Lea Michele ha saputo dimostrare la sua bravura in una fantastica power ballad.